# Xanthia marmorata
Xanthia marmorata là một loài bướm đêm trong họ Noctuidae.